# Szurdi István
Szurdi István (Nagyszőlős (Ugocsa vármegye), 1911. november 17. – Budapest, 1987. június 4.) politikus, belkereskedelmi miniszter, országgyűlési képviselő, Szurdi Miklós és Szurdi András édesapja.

## Életpályája
Eredeti neve Fried Miklós. Apja, Fried Mór  az első világháború kitörésekor érkezett vissza Magyarországra a családjával Amerikából. Szabóként egy budapesti katonai ruhagyárban kezdett dolgozni, majd 1918 után pedig foltozószabóként otthon dolgozott. Anyja Friedrich Eugénia. Nevét 1945-ben változtatta meg Szurdi Istvánra.
1928-ban kereskedelmi érettségi vizsgát tett, majd a textiliparban dolgozott. 1936-tól párttag. 1944 és 1952 között az SZDP, majd az MDP KV tagja. 1945-től pártmunkás, a Heves megyei pártbizottság titkára, az MDP KV osztályvezetője. 1950 és 1956 között a Könnyűipari Minisztérium osztályvezetője, majd főosztályvezetője. 1956-tól az MSZMP KB tagja. 1957-től az MSZMP KB Ipari és Közlekedési Osztályának vezetője. 1957. februárjában kooptálták az akkor még ideiglenes MSZMP KB-ba. 1964-től az MSZMP KB titkára volt.
1966-tól belkereskedelmi miniszter és az Országos Idegenforgalmi Tanács elnöke.
1944 és 1953, majd 1956 és 1975 között országgyűlési képviselő volt.

## Főbb művei
- A textil- és a ruházati ipar termékeinek jobb minőségéért.Népszava Kiadó, Budapest, 1954
- A Kovaljov-módszer alkalmazása és eredményei a könnyűipari üzemekben. Népszava, Budapest, 1954
- Önköltségcsökkentés a könnyűiparban. Műszaki Kiadó, Budapest, 1955
- A korszerű irányítás követelményei. Kossuth Kiadó, Budapest, 1963
- A korszerű iparirányítás követelményei. Kossuth Kiadó, Budapest, 1963
- A belkereskedelem feladatai 1977-ben. Kossuth Kiadó, Budapest, 1976[2]